# RAB33A
RAB33A (англ. RAB33A, member RAS oncogene family) – білок, який кодується однойменним геном, розташованим у людей на X-хромосомі. Довжина поліпептидного ланцюга білка становить 237 амінокислот, а молекулярна маса — 26 593.
| 10         |  | 20         |  | 30         |  | 40         |  | 50         |
| ---------- |  | ---------- |  | ---------- |  | ---------- |  | ---------- |
| MAQPILGHGS |  | LQPASAAGLA |  | SLELDSSLDQ |  | YVQIRIFKII |  | VIGDSNVGKT |
| CLTFRFCGGT |  | FPDKTEATIG |  | VDFREKTVEI |  | EGEKIKVQVW |  | DTAGQERFRK |
| SMVEHYYRNV |  | HAVVFVYDVT |  | KMTSFTNLKM |  | WIQECNGHAV |  | PPLVPKVLVG |
| NKCDLREQIQ |  | VPSNLALKFA |  | DAHNMLLFET |  | SAKDPKESQN |  | VESIFMCLAC |
| RLKAQKSLLY |  | RDAERQQGKV |  | QKLEFPQEAN |  | SKTSCPC    |  |            |

A: Аланін

C: Цистеїн

D: Аспарагінова кислота

E: Глутамінова кислота

F: Фенілаланін

G: Гліцин

H: Гістидин

I: Ізолейцин

K: Лізин

L: Лейцин

M: Метіонін

N: Аспарагін

P: Пролін

Q: Глутамін

R: Аргінін

S: Серин

T: Треонін

V: Валін

W: Триптофан

Білок має сайт для зв'язування з нуклеотидами, ГТФ. 
Локалізований у клітинній мембрані, мембрані.